# Fard
Fard (ook fardh of farida, فرض "verplichting, plicht") is een islamitisch Arabische term die een religieuze plicht aanduidt.
Fard (of het synoniem wadjib) is een van de vijf kwalificaties (al-ahkam al-khamsa) waarin de fiqh, de islamitische religieuze wet, elke menselijke daad categoriseert als verplicht, aanbevolen, neutraal, niet aanbevolen of verboden.

## Individueel en collectief
De wet onderscheidt twee soorten plichten: de individuele plicht (fard 'ayn) en de collectieve plicht (fard kifaya).
De eerste refereert aan de dingen die iedere moslim moet doen, zoals het dagelijkse gebed (salat) of de pelgrimstocht naar Mekka, minstens één keer in iemands leven indien mogelijk (hadj).
De tweede is een plicht die opgelegd wordt aan de gehele gemeenschap van gelovigen (oemma) met dien verstande dat als een voldoende grote groep de taak uitgevoerd heeft, de rest van de moslims die hem niet uitvoert geen blaam treft. Hier worden door verschillende stromingen soms verschillende dingen onder verstaan. Enkele voorbeelden zijn jihad, het vergaren van kennis (artsen, wetenschappers), het doneren van bloed en het bijwonen van begrafenissen.